# ジークフリート2世 (ヴァイマル＝オーラミュンデ伯)
ジークフリート2世（Siegfried II., 1107年 - 1124年3月19日）は、ヴァイマル＝オーラミュンデ伯（在位：1113年 - 1124年）、および対立ライン宮中伯。

## 生涯
ジークフリート2世はライン宮中伯・ヴァイマル＝オーラミュンデ伯ジークフリート1世と、フリースラント辺境伯ハインリヒ・フォン・ノルトハイムの娘ゲルトルートの長男である。
1113年に父が死去した後、ジークフリートはヴァイマル＝オーラミュンデ伯位を継承したが、ライン宮中伯位はゴットフリート・フォン・カルフに奪われた。1115年ごろに母ゲルトルートはザルム伯オットー1世と結婚した。継父となったオットー1世はジークフリートが幼年の間、摂政であった可能性がある。
ジークフリートは1124年に死去した。弟ヴィルヘルムが伯位を継承し、ヴィルヘルムは1126年にライン宮中伯位を取り戻した。
ジークフリートはイルムガルト・フォン・ヘンネベルク（„Irmengardi Hennebergica“）と結婚したが、子供はいなかった。